# Aa en Hunze
Aa en Hunze község Hollandiában, Drenthe tartományban. Lakosainak száma 25 263 fő (2014. július).

## Földrajza
Aa en Hunze Drenthe tartományban fekszik.